# Inbewaringstellen
Inbewaringstellen betekent het in voorlopige hechtenis nemen van een verdachte voor een zekere tijd tot maximaal 14 dagen.
Zie ook:
- Inbewaringstelling (psychiatrie)
- Sekwester (recht), voor inbewaringstelling van goederen in het Belgisch burgerlijk recht.[1]

## Voortraject
Wanneer een verdachte is aangehouden door de politie, mag de politie hem negen uur vasthouden voor verhoor.
Wanneer de verdachte is aangehouden in de avonduren of 's nachts dan worden de nachtelijke uren – dat zijn de uren tussen 0.00 en 9.00 uur – niet meegerekend. De maximale tijd dat de politie de verdachte dan mag vasthouden komt zo dus op 18 uur. Op grond van artikel 61 lid 2 Sv mag de (hulp)officier van justitie eenmaal deze termijn met ten hoogste zes uren verlengen voor het vaststellen van de identiteit van de verdachte.

### Inverzekeringstelling
Wanneer de politie dan nog meer tijd nodig heeft voor het onderzoek, kan de verdachte in verzekering worden gesteld door de (hulp)officier van justitie. Dit kan voor een periode van drie dagen. Binnen deze drie dagen en 18 uur (18 uur = 9 uur nachtrust en maximaal 9 uur ophouden voor onderzoek meegeteld, artikel 59a Sv) moet de verdachte worden voorgeleid aan de rechter-commissaris. Tijdens deze voorgeleiding toetst de rechter-commissaris of de aanhouding en inverzekeringstelling van de verdachte rechtmatig is geweest. Is dit niet het geval dan beveelt de rechter-commissaris de onmiddellijke invrijheidstelling van de verdachte. De officier van justitie kan tegen het bevel van de rechter-commissaris in beroep komen. In dit geval zal de raadkamer van de rechtbank de zaak nogmaals beoordelen.
Als de aanhouding en inverzekeringstelling rechtmatig worden bevonden kan de officier van justitie, als daar dringende noodzaak voor is, de inverzekeringstelling met 3 dagen verlengen. In veel gevallen valt het moment van de toetsing door de rechter-commissaris samen met de vordering tot inbewaringstelling.

## De inbewaringstelling
De officier van justitie kan bij de voorgeleiding van de verdachte aan de rechter-commissaris vragen om de verdachte in bewaring te stellen. Als de rechter-commissaris dit verzoek toewijst, kan de verdachte op bevel van de rechter-commissaris voor een periode van maximaal veertien dagen worden vastgehouden. Het oud Nederlandse woord voor dit soort verzoeken van de officier van justitie aan (onder andere) de rechter-commissaris is 'vordering'. Omdat dit woord nog steeds in de wet gebruikt wordt, noemt men het schriftelijke verzoek van de officier van justitie om een verdachte in bewaring te stellen een 'vordering tot inbewaringstelling'.

## Wettelijke vereisten
In de vordering tot inbewaringstelling moet worden beschreven van welke strafbare feiten de verdachte wordt verdacht.
De rechter-commissaris moet beoordelen aan de hand van het dossier en de verklaring van de verdachte die hij tegenover de rechter-commissaris aflegt of er genoeg verdenking tegen de verdachte is. De wet spreekt er van dat er voldoende 'ernstige bezwaren' tegen de verdachte moeten zijn.
Als de rechter-commissaris van oordeel is dat er voldoende ernstige bezwaren aanwezig zijn, dat wil dus zeggen dat de rechter-commissaris van oordeel is dat er voldoende verdenking is dat de verdachte zich inderdaad schuldig heeft gemaakt aan de strafbare feiten waarvan hij wordt verdacht, dan moet de rechter-commissaris vervolgens beoordelen of er ook 'gronden' zijn waarop de verdachte in bewaring kan worden gesteld. Deze 'gronden', of in de spreektaal redenen om de verdachte in bewaring te stellen, staan ook beschreven in de wet. Het gaat hier dan met name om:
- gevaar voor vlucht (wanneer de verdachte geen vaste woon- of verblijfplaats heeft in Nederland, bestaat er een gevaar dat de verdachte Nederland zal verlaten om aan de strafrechtelijk vervolging te ontkomen);
- recidivegevaar (dat wil zeggen dat er gevaar is voor herhaling van de strafbare feiten, hetgeen kan blijken uit bijvoorbeeld het strafblad, of de ernst van het feit, maar ook omdat de verdachte binnen vijf jaar al meerdere keren onherroepelijk is veroordeeld wegens soortgelijke feiten);
- geschokte rechtsorde (de 'rechtsorde', dat wil zeggen de maatschappij/samenleving, is geschokt door de ernst van het feit, bijvoorbeeld verkrachting of moord. Op dit soort feiten is vaak een gevangenisstraf gesteld van 12 jaar of meer).